# Eudoksos (krater księżycowy)
Eudoksos – wyraźny księżycowy krater uderzeniowy położony na wschód od północnego krańca Kaukazu, a na południe od dużego krateru Arystoteles, w północnej części widocznej strony Księżyca. Na południe od niego leżą pozostałości krateru Aleksander, a na południowy zachód mały krater Lamèch.
Pierścień Eudoksosa posiada wiele tarasów po wewnętrznej stronie, natomiast zewnętrzna strona jest poorana bruzdami. Brakuje centralnie położonego szczytu, jednak w pobliżu środka krateru leży skupisko niskich wzgórz. Pozostała część wnętrza jest stosunkowo płaska.

## Satelickie kratery
Standardowo formacje te na mapach księżycowych oznacza się przez umieszczenie litery po tej stronie centralnego punktu krateru, która jest bliższa Eudoksosowi.
| Eudoksos | Szerokość | Długość | Średnica |
| -------- | --------- | ------- | -------- |
| A        | 45,8° N   | 20,0° E | 14 km    |
| B        | 45,6° N   | 17,4° E | 8 km     |
| D        | 43,3° N   | 13,2° E | 10 km    |
| E        | 44,3° N   | 21,1° E | 6 km     |
| G        | 45,4° N   | 18,8° E | 7 km     |
| J        | 40,8° N   | 20,2° E | 4 km     |
| U        | 43,9° N   | 20,3° E | 4 km     |
| V        | 43,1° N   | 18,9° E | 4 km     |